# Perkinsiella rattlei
Perkinsiella rattlei är en insektsart som beskrevs av Frederick Arthur Godfrey Muir 1911. Perkinsiella rattlei ingår i släktet Perkinsiella och familjen sporrstritar. Inga underarter finns listade i Catalogue of Life.